# Габаритний кресленик
Габари́тний кре́сленик — вид графічного конструкторського документа, який виконується у вигляді контурного (спрощеного) зображення виробу з габаритними, установними і приєднувальними розмірами. Код кресленика за ГОСТ 2.102-68  — ГЧ.

## Призначення
Призначення та особливості цих креслеників такі:
- габаритний кресленик не призначений для виготовлення по ньому виробу і тому він не повинен містити даних для виготовлення чи складання;
- на габаритному кресленику зображення виробу виконують з максимальними спрощеннями;
- виріб на габаритному кресленику зображують так, щоб було видно крайні положення  частин, що переміщаються, висуваються чи відкидаються — важелів, кареток, кришок на петлях тощо.

## Виконання
Кількість видів на габаритному кресленику повинна бути мінімальною, але достатньою для того, щоб дати вичерпне уявлення про зовнішні обриси виробу, про положення його виступаючих частин (важелів, маховиків, ручок, кнопок тощо), про елементи, які повинні бути постійно у полі зору (наприклад, шкали), про розташування елементів зв'язку виробу з іншими виробами.
На габаритному кресленику допускається зображувати суцільними тонкими лініями деталі й складальні одиниці, що не входять до складу виробу.
Допускається не показувати елементи, що виступають за основний контур на незначну величину в порівнянні з розмірами вироби.
На ГЧ вказують:
- габаритні розміри (довжина, висота, ширина);
- установочні розміри (з їх допомогою виріб монтується на об'єкті);
- приєднавчі розміри (їх використовують для з'єднання між собою складових частин комплексу, що монтується).
- зображення виробу виконують суцільними основними лініями, а обриси частин, що переміщаються в крайніх положеннях — штрих-пунктирними тонкими лініями з двома крапками.

На габаритному кресленику всі розміри є довідковими, однак ця інформація на креслениках не вказується. Установчі та приєднавчі розміри вказують з граничними відхилами.
На габаритному кресленику допускається вказувати умови застосування, зберігання, транспортування та експлуатації виробу при відсутності цих даних в технічному описі, технічних умовах або іншому конструкторському документі на виріб.